# تلمبة باقري (نغار بردسير)
تلمبة باقري (بالإنجليزية: Tolombeh-ye Baqeri, Kerman)‏ هي مستوطنة تقع في إيران في كرمان. يقدر عدد سكانها بـ 19 نسمة .